# アトラン (化学)

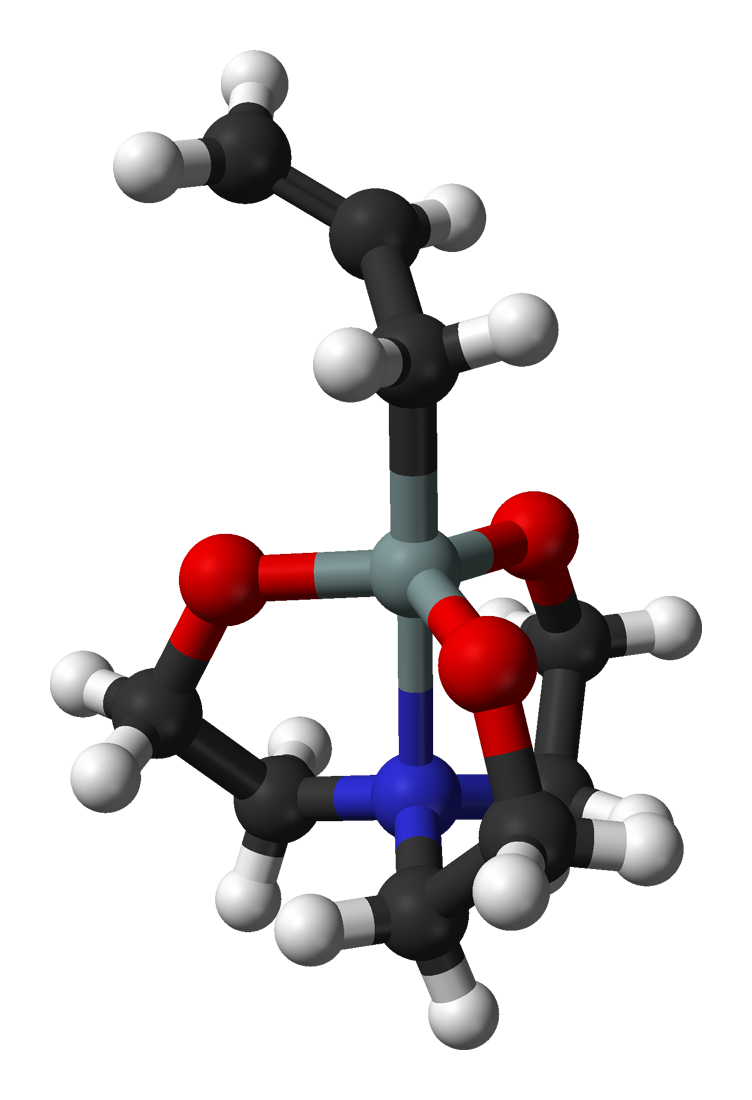
アリルシラトランの球棒モデル

アトラン(Atrane)は有機化合物の一群である。窒素原子の渡環相互作用により形成された3つの5員環を持つ。"atrane"という名称はロシアの化学者Mikhail Grigorievich Voronkovによって提唱された。

左からアトラン・クアシアトラン・プロアトラン

Eの元素の種類によってシラトラン(silatrane ,E = ケイ素)・ボラトラン(boratrane ,E = ホウ素)・ホスファトラン(phosphatrane ,E = リン)などと呼ばれる。Y = 窒素の場合、接頭辞"aza"を用いてアザシラトラン(azasilatrane)などと呼ぶことも多く、この場合E = ケイ素・Y = 酸素のものだけが狭義の"シラトラン"ということになる。
渡環配位結合は立体電子効果によって伸長したり(クアシアトラン quasiatranes)、切れたり(プロアトラン proatranes)することがある。プロアザホスファトランは非イオン性の超塩基であり、触媒として様々な有機合成に用いられる。
シラトランは特異な性質・生理活性を持つが、これにはSi-N間の配位結合が深く関わっている。フェニルシラトランのように強い毒性を持つ誘導体もある。
2000年、(2-ヒドロキシ-4,6-ジメチルベンジル)アミンと有機シランを用いて6員環を持つシラトランが合成された。この化合物は5員環を持つシラトランよりSi-N結合が弱く、Zの置換基の電気陰性度によってSi-N間の距離が2.745Åから2.025Åまで変化することが示された。